# Assinia inermis
Assinia inermis là một loài bọ cánh cứng trong họ Cerambycidae.